# Serie B de 2020-21 (basquetebol masculino)
A Temporada 2020-21 da Serie B, também conhecida como Serie B Old Wild West por razões de patrocinadores, foi a 47ª edição da competição de terciária do basquetebol masculino da Itália segundo sua piramide estrutural. É organizada pela Lega Pallacanestro sob as normas da FIBA e é dividida em quatro grupos.

## Formato
A competição é disputada por 64 equipes divididas em quatro torneios distintos de temporada regular, grupos A, B, C e D, onde as equipes se enfrentam com jogos sendo mandante e visitante, determinando ao término desta as colocações do primeiro ao último colocados. Prevê-se a promoção à Serie A2 aos três melhores classificados no Final Four.

## Temporada Regular

### Tabela de Classificação

#### Grupo A
| Pos. | Clube                       | Pts. | J  | V  | D  | PF    | PC    | Dif. | Classificação       |
| ---- | --------------------------- | ---- | -- | -- | -- | ----- | ----- | ---- | ------------------- |
| 1    | Umana San Giobbe Chiusi     | 34   | 21 | 17 | 4  | 1.671 | 1.369 | 302  | Playoffs            |
| 2    | Opus Libertas Livorno 1947  | 34   | 22 | 17 | 5  | 1.749 | 1.636 | 113  | Playoffs            |
| 3    | Paffoni Fulgor Omegna       | 32   | 22 | 16 | 6  | 1.672 | 1.564 | 108  | Playoffs            |
| 4    | RivieraBanca Basket Rimini  | 30   | 22 | 15 | 7  | 1.637 | 1.500 | 137  | Playoffs            |
| 5    | Blukart Etrusca San Miniato | 28   | 22 | 14 | 8  | 1.712 | 1.552 | 160  | Playoffs            |
| 6    | Rekico Faenza               | 28   | 22 | 14 | 8  | 1.614 | 1.512 | 102  | Playoffs            |
| 7    | Tigers Cesena               | 20   | 22 | 10 | 12 | 1.543 | 1.558 | -15  | Playoffs            |
| 8    | All Food Enic Firenze       | 20   | 22 | 10 | 12 | 1.524 | 1.603 | -79  | Playoffs            |
| 9    | Solbat Golfo Piombino       | 20   | 22 | 10 | 12 | 1.608 | 1.694 | -86  |                     |
| 10   | S.Bernardo Alba             | 18   | 22 | 9  | 13 | 1.655 | 1.787 | -132 |                     |
| 11   | Mamy Oleggio                | 18   | 22 | 9  | 13 | 1.478 | 1.473 | 5    |                     |
| 12   | Andrea Costa Imola Basket   | 18   | 22 | 9  | 13 | 1.625 | 1.717 | -92  | Disputarão Playouts |
| 13   | Sintecnica Basket Cecina    | 16   | 22 | 8  | 14 | 1.599 | 1.636 | -37  | Disputarão Playouts |
| 14   | Use Computer Gross Empoli   | 16   | 22 | 8  | 14 | 1.550 | 1.604 | -54  | Disputarão Playouts |
| 15   | Sinermatic Ozzano           | 16   | 22 | 8  | 14 | 1663  | 1680  | -17  | Disputarão Playouts |
| 16   | Fortitudo Alessandria       | 2    | 21 | 1  | 20 | 1335  | 1750  | -415 | Rebaixado à Serie C |

|  |                                         |
|  | Classificados aos playoffs              |
|  | Classificados para disputar permanência |
|  | Rebaixados diretamente para a Serie C   |

#### Grupo B
| Pos. | Clube                                      | Pts. | J  | V  | D  | PF    | PC    | Dif. | Classificação       |
| ---- | ------------------------------------------ | ---- | -- | -- | -- | ----- | ----- | ---- | ------------------- |
| 1    | Bakery Piacenza                            | 38   | 22 | 19 | 3  | 1.783 | 1.547 | 236  | Playoffs            |
| 2    | Moncada Energy Group Agrigento             | 36   | 22 | 18 | 4  | 1.850 | 1.610 | 240  | Playoffs            |
| 3    | Vaporart Bernareggio                       | 32   | 22 | 16 | 6  | 1.829 | 1.652 | 177  | Playoffs            |
| 4    | Elachem Vigevano 1955                      | 30   | 22 | 15 | 7  | 1.760 | 1.583 | 177  | Playoffs            |
| 5    | Ferraroni Juvi Cremona 1952                | 28   | 22 | 14 | 8  | 1.643 | 1.557 | 86   | Playoffs            |
| 6    | Pallacanestro Crema                        | 28   | 22 | 14 | 8  | 1.677 | 1.596 | 81   | Playoffs            |
| 7    | Riso Scotti-Punto Edile Pavia              | 28   | 22 | 14 | 8  | 1.603 | 1.538 | 65   | Playoffs            |
| 8    | Pall. Fiorenzuola 1972                     | 18   | 22 | 9  | 13 | 1.724 | 1.745 | -21  | Playoffs            |
| 9    | Missoltino.it Nuova Pallacanestro Olginate | 18   | 22 | 9  | 13 | 1.626 | 1.663 | -37  |                     |
| 10   | Bologna Basket 2016                        | 18   | 22 | 9  | 13 | 1.800 | 1.841 | -41  |                     |
| 11   | Virtus Kleb Ragusa                         | 18   | 22 | 9  | 13 | 1.530 | 1.614 | -84  |                     |
| 12   | LTC Sangiorgese Basket                     | 14   | 22 | 7  | 15 | 1.587 | 1.647 | -60  | Disputarão Playouts |
| 13   | Fidelia Torrenova                          | 14   | 22 | 7  | 15 | 1.617 | 1.757 | -140 | Disputarão Playouts |
| 14   | Coelsanus Robur et Fides Varese            | 14   | 22 | 7  | 15 | 1.403 | 1.566 | -163 | Disputarão Playouts |
| 15   | Corona Platina Piadena                     | 12   | 22 | 6  | 16 | 1558  | 1777  | -219 | Disputarão Playouts |
| 16   | Green Basket Palermo                       | 5    | 22 | 3  | 19 | 1550  | 1847  | -297 | Rebaixado à Serie C |

|  |                                         |
|  | Classificados aos playoffs              |
|  | Classificados para disputar permanência |
|  | Rebaixados diretamente para a Serie C   |

#### Grupo C
| Pos. | Clube                              | Pts. | J  | V  | D  | PF    | PC    | Dif. | Classificação       |
| ---- | ---------------------------------- | ---- | -- | -- | -- | ----- | ----- | ---- | ------------------- |
| 1    | Ristopro Fabriano                  | 32   | 22 | 16 | 6  | 1.639 | 1.447 | 192  | Playoffs            |
| 2    | Tramarossa Vicenza                 | 32   | 22 | 16 | 6  | 1.696 | 1.574 | 122  | Playoffs            |
| 3    | UEB Gesteco Cividale               | 30   | 22 | 15 | 7  | 1.675 | 1.527 | 148  | Playoffs            |
| 4    | Liofilchem Roseto                  | 30   | 22 | 15 | 7  | 1.680 | 1.578 | 102  | Playoffs            |
| 5    | Belcorvo Rucker San Vendemiano     | 28   | 22 | 14 | 8  | 1.608 | 1.567 | 41   | Playoffs            |
| 6    | Luciana Mosconi Ancona             | 24   | 22 | 12 | 10 | 1.627 | 1.634 | -7   | Playoffs            |
| 7    | Goldengas Pallacanestro Senigallia | 20   | 22 | 10 | 12 | 1.700 | 1.678 | 22   | Playoffs            |
| 8    | The Supporter Jesi                 | 20   | 22 | 10 | 12 | 1.488 | 1.508 | -20  | Playoffs            |
| 9    | Antenore Energia Padova            | 20   | 22 | 10 | 12 | 1.621 | 1.661 | -40  |                     |
| 10   | Giulia Basket Giulianova           | 20   | 22 | 10 | 12 | 1.496 | 1.537 | -41  |                     |
| 11   | Pontoni Falconstar Monfalcone      | 20   | 22 | 10 | 12 | 1.611 | 1.666 | -55  |                     |
| 12   | Vega Mestre                        | 18   | 22 | 9  | 13 | 1.637 | 1.690 | -53  | Disputarão Playouts |
| 13   | Rossella Virtus Civitanova Marche  | 16   | 22 | 8  | 14 | 1.577 | 1.680 | -103 | Disputarão Playouts |
| 14   | Rennova Teramo a Spicchi 2K20      | 16   | 22 | 8  | 14 | 1.566 | 1.603 | -37  | Disputarão Playouts |
| 15   | Sutor Montegranaro                 | 16   | 22 | 8  | 14 | 1511  | 1595  | -84  | Disputarão Playouts |
| 16   | Guerriero UBP Padova               | 10   | 22 | 5  | 17 | 1461  | 1648  | -187 |                     |

|  |                                         |
|  | Classificados aos playoffs              |
|  | Classificados para disputar permanência |
|  | Rebaixados diretamente para a Serie C   |

#### Grupo D
| Pos. | Clube                               | Pts. | J  | V  | D  | PF    | PC    | Dif. | Classificação       |
| ---- | ----------------------------------- | ---- | -- | -- | -- | ----- | ----- | ---- | ------------------- |
| 1    | Real Sebastiani Rieti               | 40   | 22 | 20 | 2  | 1.759 | 1.494 | 265  | Playoffs            |
| 2    | CJ Basket Taranto                   | 38   | 22 | 19 | 3  | 1.639 | 1.440 | 199  | Playoffs            |
| 3    | Frata Nardò                         | 32   | 22 | 16 | 6  | 1.669 | 1.486 | 183  | Playoffs            |
| 4    | Tecnoswitch Ruvo di Puglia          | 28   | 22 | 14 | 8  | 1.582 | 1.589 | -7   | Playoffs            |
| 5    | BPC Virtus Cassino                  | 26   | 22 | 13 | 9  | 1.751 | 1.602 | 149  | Playoffs            |
| 6    | Virtus Arechi Salerno               | 26   | 22 | 13 | 9  | 1.694 | 1.613 | 81   | Playoffs            |
| 7    | LUISS Roma                          | 22   | 22 | 11 | 11 | 1.572 | 1.595 | -23  | Playoffs            |
| 8    | Geko PSA Sant’Antimo                | 22   | 22 | 11 | 11 | 1.655 | 1.663 | -8   | Playoffs            |
| 9    | Alpha Pharma Bisceglie              | 20   | 22 | 10 | 12 | 1.555 | 1.596 | -41  |                     |
| 10   | Meta Formia                         | 18   | 22 | 9  | 13 | 1.546 | 1.709 | -163 |                     |
| 11   | Pall. Pavimaro Molfetta             | 16   | 22 | 8  | 14 | 1.606 | 1.640 | -34  |                     |
| 12   | Pallacanestro Viola Reggio Calabria | 14   | 22 | 7  | 15 | 1.495 | 1.521 | -26  | Disputarão Playouts |
| 13   | Virtus Pozzuoli                     | 14   | 22 | 7  | 15 | 1.500 | 1.632 | -132 | Disputarão Playouts |
| 14   | EPC Action Now Monopoli             | 12   | 22 | 6  | 16 | 1.528 | 1.674 | -146 | Disputarão Playouts |
| 15   | Scandone Avellino                   | 10   | 22 | 8  | 14 | 1575  | 1690  | -115 | Disputarão Playouts |
| 16   | Mastria Sport Academy Catanzaro     | 8    | 22 | 4  | 18 | 1573  | 1755  | -182 | Rebaixado à Serie C |

|  |                                         |
|  | Classificados aos playoffs              |
|  | Classificados para disputar permanência |
|  | Rebaixados diretamente para a Serie C   |

## Playoffs

### Playoff A

#### Quartas de final
| Time 1                     | Série | Time 2                      | 1º Jogo | 2º Jogo | 3º Jogo | 4º Jogo | 5º Jogo |
| -------------------------- | ----- | --------------------------- | ------- | ------- | ------- | ------- | ------- |
| Umana San Giobbe Chiusi    | 3 - 0 | Pall. Fiorenzuola 1972      | 97 - 59 | 98 - 62 | 88 - 63 | -       | -       |
| Elachem Vigevano 1955      | 0 - 3 | Blukart Etrusca San Miniato | 59 - 80 | 69 - 77 | 68 - 80 | -       | -       |
| Paffoni Fulgor Omegna      | 3 - 1 | Pallacanestro Crema         | 79 - 71 | 78 - 82 | 66 - 65 | 68 -65  | -       |
| Moncada Energy Group Agrig | 3 - 0 | Tigers Cesena               | 87 - 76 | 78 - 70 | 67 - 55 | -       | -       |

#### Semifinal
| Time 1                  | Série | Time 2                      | 1º Jogo | 2º Jogo | 3º Jogo | 4º Jogo | 5º Jogo |
| ----------------------- | ----- | --------------------------- | ------- | ------- | ------- | ------- | ------- |
| Umana San Giobbe Chiusi | 3 - 0 | Blukart Etrusca San Miniato | 65 - 39 | 83 - 72 | 66 - 64 | -       | -       |
| Paffoni Fulgor Omegna   | 2 - 3 | Moncada Energy Group Agrig  | 79 - 67 | 66 - 63 | 82 - 86 | 74 - 60 | 66 - 79 |

#### Final
| Time 1                  | Série | Time 2                     | 1º Jogo | 2º Jogo | 3º Jogo | 4º Jogo | 5º Jogo |
| ----------------------- | ----- | -------------------------- | ------- | ------- | ------- | ------- | ------- |
| Umana San Giobbe Chiusi | 3 - 2 | Moncada Energy Group Agrig | 56 - 60 | 83 - 49 | 64 - 74 | 69 - 57 | 69 - 62 |

### Playoff B

#### Quartas de final
| Time 1                     | Série | Time 2                        | 1º Jogo | 2º Jogo | 3º Jogo | 4º Jogo | 5º Jogo |
| -------------------------- | ----- | ----------------------------- | ------- | ------- | ------- | ------- | ------- |
| Bakery Piacenza            | 3 - 0 | All Food Enic Firenze         | 89 - 62 | 75 - 65 | 78 - 63 | -       | -       |
| RivieraBanca Basket Rimini | 3 - 0 | Ferraroni Juvi Cremona 1952   | 55 - 52 | 88 - 62 | 67 - 58 | -       | -       |
| Vaporart Bernareggio       | 3 - 2 | Rekico Faenza                 | 88 - 83 | 79 - 74 | 66 - 79 | 48 - 79 | 85 - 63 |
| Opus Libertas Livorno 1947 | 3 - 1 | Riso Scotti-Punto Edile Pavia | 75 - 65 | 64 - 55 | 83 - 93 | 77 - 72 | -       |

#### Semifinal
| Time 1               | Série | Time 2                     | 1º Jogo | 2º Jogo | 3º Jogo | 4º Jogo | 5º Jogo |
| -------------------- | ----- | -------------------------- | ------- | ------- | ------- | ------- | ------- |
| Bakery Piacenza      | 3 - 0 | RivieraBanca Basket Rimini | 20 - 0  | 20 - 0  | 0 - 20  | -       | -       |
| Vaporart Bernareggio | 2 - 3 | Opus Libertas Livorno 1947 | 69 - 66 | 77 - 81 | 87 - 91 | 87 - 82 | 66 - 54 |

#### Final
| Time 1          | Série | Time 2                     | 1º Jogo | 2º Jogo | 3º Jogo | 4º Jogo | 5º Jogo |
| --------------- | ----- | -------------------------- | ------- | ------- | ------- | ------- | ------- |
| Bakery Piacenza | 3 - 2 | Opus Libertas Livorno 1947 | 94 - 65 | 74 - 76 | 76 - 63 | 42 - 65 | 69 - 60 |

### Playoff C

#### Quartas de final
| Time 1                     | Série | Time 2                      | 1º Jogo | 2º Jogo | 3º Jogo  | 4º Jogo | 5º Jogo |
| -------------------------- | ----- | --------------------------- | ------- | ------- | -------- | ------- | ------- |
| Ristopro Fabriano          | 3 - 1 | Geko PSA Sant’Antimo        | 72 - 80 | 99 - 70 | 86 - 78  | 76 - 67 | -       |
| Tecnoswitch Ruvo di Puglia | 1 - 3 | Belcorvo Rucker San Vendemi | 69 - 80 | 63 - 62 | 71 - 81  | 65 - 71 | -       |
| UEB Gesteco Cividale       | 3 - 0 | Virtus Arechi Salerno       | 75 - 60 | 72 - 62 | 78 - 68  | -       | -       |
| CJ Basket Taranto          | 3 - 1 | Goldengas Pallacanestro Sen | 87 - 74 | 81 - 86 | 101 - 75 | 86 - 67 | -       |

#### Semifinal
| Time 1               | Série | Time 2                      | 1º Jogo | 2º Jogo | 3º Jogo | 4º Jogo | 5º Jogo |
| -------------------- | ----- | --------------------------- | ------- | ------- | ------- | ------- | ------- |
| Ristopro Fabriano    | 3 - 2 | Belcorvo Rucker San Vendemi | 50 - 64 | 81 - 84 | 80 - 70 | 69 - 63 | 68 - 62 |
| UEB Gesteco Cividale | 3 - 1 | CJ Basket Taranto           | 74 - 59 | 66 - 70 | 85 - 90 | 69 - 75 | -       |

#### Final
| Time 1            | Série | Time 2               | 1º Jogo | 2º Jogo | 3º Jogo | 4º Jogo | 5º Jogo |
| ----------------- | ----- | -------------------- | ------- | ------- | ------- | ------- | ------- |
| Ristopro Fabriano | 3 - 2 | UEB Gesteco Cividale | 81 - 58 | 86 - 57 | 62 - 65 | 69 - 73 | 69 - 53 |

### Playoff D

#### Quartas de final
| Time 1                | Série | Time 2                 | 1º Jogo | 2º Jogo | 3º Jogo | 4º Jogo | 5º Jogo |
| --------------------- | ----- | ---------------------- | ------- | ------- | ------- | ------- | ------- |
| Real Sebastiani Rieti | 3 - 1 | The Supporter Jesi     | 69 - 55 | 75 - 69 | 67 - 68 | 80 - 75 | -       |
| Liofilchem Roseto     | 3 - 0 | BPC Virtus Cassino     | 67 - 53 | 69 - 59 | 82 - 78 | -       | -       |
| Frata Nardò           | 3 - 1 | Luciana Mosconi Ancona | 79 - 65 | 81 - 66 | 77 - 78 | 84 - 76 | -       |
| Tramarossa Vicenza    | 2 - 3 | LUISS Roma             | 58 - 79 | 87 - 66 | 87 - 62 | 77 - 84 | 81 - 84 |

#### Semifinal
| Time 1                | Série | Time 2            | 1º Jogo | 2º Jogo | 3º Jogo | 4º Jogo | 5º Jogo |
| --------------------- | ----- | ----------------- | ------- | ------- | ------- | ------- | ------- |
| Real Sebastiani Rieti | 0 - 3 | Liofilchem Roseto | 69 - 72 | 79 - 82 | 60 - 76 | -       | -       |
| Frata Nardò           | 3 - 1 | LUISS Roma        | 83 - 70 | 74 - 68 | 63 - 76 | 85 - 70 | -       |

#### Final
| Time 1            | Série | Time 2      | 1º Jogo | 2º Jogo | 3º Jogo | 4º Jogo | 5º Jogo |
| ----------------- | ----- | ----------- | ------- | ------- | ------- | ------- | ------- |
| Liofilchem Roseto | 2 - 3 | Frata Nardò | 87 - 52 | 66 - 64 | 61 - 87 | 64 - 74 | 72 - 60 |

## Final Four
A última fase classificatória da Serie B que credencia três equipes para a Serie A2 sendo que os dois vencedores da primeira rodada juntamente com o vencedor entre os derrotados nesta primeira etapa, são promovidos para a dita divisão.
| Time 1 | Placar | Time 2 |
| ------ | ------ | ------ |
|        | -      |        |
|        | -      |        |
|        |        |        |
|        | -      |        |

## Playouts
Participam desta repescagem, os 12º e 15º colocados em cada grupo que se cruzam (12ºx15º e 13ºx14º) em "melhor-de-cinco" sendo que os dois perdedores  desta semifinal são rebaixados para a Serie C, enquanto que os vencedores disputam outro quadrangular para definir mais rebaixados.

### Playout A
| Time 1                    | Série | Time 2                    | 1º Jogo | 2º Jogo | 3º Jogo | 4º Jogo | 5º Jogo |
| ------------------------- | ----- | ------------------------- | ------- | ------- | ------- | ------- | ------- |
| Andrea Costa Imola Basket | 3 - 0 | Sinermatic Ozzano         | 66 - 65 | 90 - 79 | 73 - 63 | -       | -       |
| Sintecnica Basket Cecina  | 0 - 3 | Use Computer Gross Empoli | 54 - 59 | 43 - 76 | 64 - 68 | -       | -       |

| Time 1            | Série | Time 2                   | 1º Jogo | 2º Jogo | 3º Jogo | 4º Jogo | 5º Jogo |
| ----------------- | ----- | ------------------------ | ------- | ------- | ------- | ------- | ------- |
| Sinermatic Ozzano | 3 - 2 | Sintecnica Basket Cecina | 69 - 65 | 46 - 67 | 54 - 82 | 67 - 69 | 82 - 74 |

### Playout B
| Time 1                 | Série | Time 2                     | 1º Jogo | 2º Jogo | 3º Jogo | 4º Jogo | 5º Jogo |
| ---------------------- | ----- | -------------------------- | ------- | ------- | ------- | ------- | ------- |
| LTC Sangiorgese Basket | 3 - 0 | Corona Platina Piadena     | 62 - 59 | 72 - 60 | 84 - 73 | -       | -       |
| Fidelia Torrenova      | 3 - 2 | Coelsanus Robur et Fides V | 70 - 62 | 61 - 58 | 64 - 71 | 61 - 72 | 85 - 61 |

| Time 1                 | Série | Time 2                     | 1º Jogo | 2º Jogo | 3º Jogo | 4º Jogo | 5º Jogo |
| ---------------------- | ----- | -------------------------- | ------- | ------- | ------- | ------- | ------- |
| Corona Platina Piadena | 1 - 3 | Coelsanus Robur et Fides V | 69 - 77 | 68 - 62 | 78 - 76 | 79 - 69 | -       |

### Playout C
| Time 1                       | Série | Time 2                     | 1º Jogo | 2º Jogo | 3º Jogo | 4º Jogo | 5º Jogo |
| ---------------------------- | ----- | -------------------------- | ------- | ------- | ------- | ------- | ------- |
| Vega Mestre                  | 3 - 0 | Sutor Montegranaro         | 67 - 58 | 81 - 73 | 62 - 56 | -       | -       |
| Rossella Virtus Civitanova M | 3 - 2 | Rennova Teramo a Spicchi 2 | 69 - 61 | 80 - 59 | 51 - 78 | 51 - 78 | 67 - 65 |

| Time 1             | Série | Time 2                     | 1º Jogo | 2º Jogo | 3º Jogo | 4º Jogo | 5º Jogo |
| ------------------ | ----- | -------------------------- | ------- | ------- | ------- | ------- | ------- |
| Sutor Montegranaro | 1 - 3 | Rennova Teramo a Spicchi 2 | 70 - 76 | 80 - 55 | 71 - 50 | 63 - 53 | -       |

### Playout D
| Time 1                | Série | Time 2                  | 1º Jogo | 2º Jogo | 3º Jogo | 4º Jogo | 5º Jogo |
| --------------------- | ----- | ----------------------- | ------- | ------- | ------- | ------- | ------- |
| Viola Reggio Calabria | 3 - 2 | Scandone Avellino       | 78 - 64 | 81 - 72 | 82 - 87 | 78 - 79 | 52 - 79 |
| Virtus Pozzuoli       | 2 - 3 | EPC Action Now Monopoli | 80 - 60 | 70 - 52 | 64 - 73 | 60 - 83 | 68 - 69 |

| Time 1            | Série | Time 2          | 1º Jogo | 2º Jogo | 3º Jogo | 4º Jogo | 5º Jogo |
| ----------------- | ----- | --------------- | ------- | ------- | ------- | ------- | ------- |
| Scandone Avellino | 0 - 3 | Virtus Pozzuoli | 71 - 82 | 58 - 74 | 65 - 72 | -       | -       |

### Playout 2º Turno
| Time 1 | Placar | Time 2 |
| ------ | ------ | ------ |
|        | -      |        |
|        | -      |        |
|        |        |        |
|        | -      |        |

## Artigos relacionados
- Serie A
- Serie A2
- Seleção Italiana de Basquetebol

## Promoção e rebaixamentos

### Rebaixados
- Fortitudo Alessandria
- Green Basket Palermo
- Guerriero UBP Padova
- Mastria Sport Academy Catanzaro
- Sintecnica Basket Cecina
- Corona Platina Piadena
- Sutor Montegranaro
- Scandone Avellino